# William Johnston (écrivain)
Pour les articles homonymes, voir William Johnston et Johnston.
William Johnston, né le 11 janvier 1924 à Lincoln, en Illinois, aux États-Unis, et mort le 5 octobre 2010 à San José, en Californie, est un écrivain américain, auteur de roman policier et de novélisation.

## Biographie
William Johnston participe aux combats lors de la guerre du Pacifique pendant la Seconde Guerre mondiale. Il est opérateur radio et mitrailleur dans l’armée américaine. À son retour aux États-Unis, il travaille comme DJ pour la station de radio WTAX, comme reporter pour la station de radio WJOL de 1947 à 1950, puis comme agent de presse de 1950 à 1960 pour l’agence de relation publique de Tex McCrary. Il devient ensuite écrivain indépendant. Il travaille pour la presse et publie son premier roman en 1960, The Marriage Cage, un roman policier humoristique qui est finaliste du prix Edgar-Allan-Poe du meilleure premier roman en 1961. 
Il signe surtout de son nom ou des pseudonymes Susan Claudia, Ed Garth, William Howard, Willa Jay, Heather Sinclair et Alex Steele diverses novélisations de feuilletons télévisés et de films. Il s'inspire notamment des séries Max la Menace (Get Smart), Banyon (en), Ben Casey, Then Came Bronson (en), Le Jeune Docteur Kildare (Dr Kildare), La Nouvelle Équipe (The Mod Squad), Captain Nice, Happy Days ou La Sœur volante (The Flying Nun).
Son roman Les Délirants (Asylum) est une novélisation du film Asylum de Roy Ward Baker, dont le scénario original est signé par le romancier et scénariste Robert Bloch. Klute est basé sur le film homonyme, Klute, réalisé par Alan J. Pakula en 1971, avec Jane Fonda et Donald Sutherland. William Johnston novélise d’autres films, comme la comédie romantique Folies d'avril (The April Fools), la comédie horrifique Frankenstein Junior (Young Frankenstein), le drame Echoes of a Summer et le film d’horreur érotique Caligula.
Après avoir pris sa retraite comme écrivain, il suit des cours pour devenir barman. Il ne trouve pas d’emploi en raison de son âge et ouvre son propre bar à Massapequa dans le comté de Nassau. Il prend sa retraite définitive à San José en Californie où il décède en 2010 à l’âge de 86 ans.

## Œuvre

### Romans signés William Johnston

#### SérieMax Smart
- Get Smart! (1965)
- Get Smart Once Again! (1966)
- Missed By That Much! (1966)
- Max Smart and the Perilous Pellets (1966)
- Sorry, Chief... (1966)
- And Loving It! (1967)
- The Spy Who Went Out to the Cold (1968)
- Max Smart Loses Control (1969)
- Max Smart and the Ghastly Ghost Affair (1969)

#### SérieFlying Nun
- The Littlest Rebels (1968)

#### SérieHappy Days
- Fonzie Drops in (1977)
- Dear Fonzi (1977)
- Fonzie Goes to College (1978)
- The Fonz and La Zonga (1976)
- Ready To Go Steady (1978)
- The Bike Tycoon (1976)
- The Invaders (1978)
- Fonzie, Fonzie Superstar (1979)

#### SérieWelcome Black, Kotter
- Sweathog Trail (1976)
- 10-4 Sweathogs (1976)
- Super Sweathogs (1976)

#### SérieDr. Kildare
- Dr. Kildare and the Magic Key (1963)
- Dr. Kildare : The Heart Has an Answer (1963)
- Dr. Kildare : The Faces of Love (1963)

#### Autres romans
- The Marriage Cage (1960)
- The Power of Positive Loving (1964)
- Captain Nice (1967)
- Miracle at San Tanco (1968)
- Mother of Invention (1969)
- Sam Weskit on the Planet Framingham (1970)
- Dick Tracy (1970)
- Room 222 (1970)
- Home Is Where the Quick Is (1971)
- Klute (1971) Publié en français sous le titre Klute, traduction de Jane Fillion, Paris, Éditions Gallimard, coll. « Série noire » no 1504, 1972,  (ISBN 2-07-048504-8).
- Echoes of Summer (1976)
- Barbarino Drops Out (1977)
- Asylum (1972) Publié en français sous le titre Les Délirants, traduction de Étienne Bolo, Paris, Éditions Gallimard, coll. « Série noire » no 1693, 1974,  (ISBN 2-07-048693-1).

### Romans signés Susan Claudia
- Madness at the Castle (1966)
- A Silent Voice (1966)
- The Searching Specter (1967)
- Master of Foxhollow (1973)
- Clock and Bell (1974)
- The Other Brother (1974)
- Mrs. Barthelme's Madness (1977)
- Cradle to Grave (1983)

### Romans signés Ed Garth
- The Revolutionist (1970)
- The Hostage (1977)

### Romans signé William Howard
- Gore Vidal's Caligula (1979)

### Romans signé Willa Jay
- A Fear in Borzano (1967)

### Romans signés Heather Sinclair
- Follow the Heart (1976)
- The Remenbered Kiss (1976)

### Romans signé Alex Steele
- They Came from the Sea (1969)

## Prix et distinctions
- Finaliste du prix Edgar-Allan-Poe du meilleure premier roman en 1961 pour The Marriage Cage.

## Sources
: document utilisé comme source pour la rédaction de cet article.
Claude Mesplède et Jean-Jacques Schleret, Les Auteurs de la Série noire p. 258, Joseph K. (1996)  (ISBN 9-782-91068611-6)